# Paparore
Paparore est une petite localité côtière située dans l’Île du Nord de la Nouvelle-Zélande.

## Situation
Elle est située au nord de la ville de Waipapakauri, à côté du mouillage de Rangaunu Harbour (en) .

## Histoire
Elle avait un cimetière connu.
Surtout : une branche du New Zealand Labour Party fut constituée là en 1936.

## Éducation
L'école de Paparore est une école contribuant primaire, allant de l'année 1 à 6.
Elle a un taux de décile de 3 avec un effectif de 155 élèves en mars 2019.
Il y avait  aussi une école native dans le secteur en 1915 .